# Star Rider
 (mai 2025).
La mise en forme du texte ne suit pas les recommandations de Wikipédia : il faut le « wikifier ».
Les points d'amélioration suivants sont les cas les plus fréquents. Le détail des points à revoir est peut-être précisé sur la page de discussion.
- Les titres sont pré-formatés par le logiciel. Ils ne sont ni en capitales, ni en gras.
- Le texte ne doit pas être écrit en capitales (les noms de famille non plus), ni en gras, ni en italique, ni en « petit »…
- Le gras n'est utilisé que pour surligner le titre de l'article dans l'introduction, une seule fois.
- L'italique est rarement utilisé : mots en langue étrangère, titres d'œuvres, noms de bateaux, etc.
- Les citations ne sont pas en italique mais en corps de texte normal. Elles sont entourées par des guillemets français : « et ».
- Les listes à puces sont à éviter, des paragraphes rédigés étant largement préférés. Les tableaux sont à réserver à la présentation de données structurées (résultats, etc.).
- Les appels de note de bas de page (petits chiffres en exposant, introduits par l'outil «  Source ») sont à placer entre la fin de phrase et le point final[comme ça].
- Les liens internes (vers d'autres articles de Wikipédia) sont à choisir avec parcimonie. Créez des liens vers des articles approfondissant le sujet. Les termes génériques sans rapport avec le sujet sont à éviter, ainsi que les répétitions de liens vers un même terme.
- Les liens externes sont à placer uniquement dans une section « Liens externes », à la fin de l'article. Ces liens sont à choisir avec parcimonie suivant les règles définies. Si un lien sert de source à l'article, son insertion dans le texte est à faire par les notes de bas de page.
- La présentation des références doit suivre les conventions bibliographiques. Il est recommandé d'utiliser les modèles {{Ouvrage}}, {{Chapitre}}, {{Article}}, {{Lien web}} et/ou {{Bibliographie}}. Le mode d'édition visuel peut mettre en forme automatiquement les références.
- Insérer une infobox (cadre d'informations à droite) n'est pas obligatoire pour parachever la mise en page.

Pour une aide détaillée, merci de consulter Aide:Wikification.
Si vous pensez que ces points ont été résolus, vous pouvez retirer ce bandeau et améliorer la mise en forme d'un autre article.
Star Rider est un groupe français de heavy metal, originaire de la région Auvergne-Rhône-Alpes. 
Le groupe est formé en 2022 par le guitariste Chainsaw Charly et le chanteur Killer Kim. L'effectif est rapidement complété par le guitariste lead Läther Deth, le bassiste Alex Renegade et le batteur Duncan. En janvier 2023, Lizzy Kicks remplace Duncan à la batterie, le groupe trouvant ainsi une véritable alchimie et la forme définitive de son line-up.
Star Rider peut être classé dans le heavy metal avec une influence principale de speed metal.

## Musique et influences
La musique de Star Rider, dont les membres sont fans de hard rock, heavy, speed, glam, thrash, AOR et NWOBHM, est influencée par des groupes de la fin des années 1970 et début des années 1980, tels que Def Leppard, Motörhead, Judas Priest, Scorpions, Diamond Head, Saxon, Thin Lizzy, Exciter, Dokken, Warning, et plus récemment Enforcer.
La musique de Star Rider combine mélodie, riffs accrocheurs, rapidité et puissance. On y retrouve un heavy speed mélodique avec une pointe de hard US.  

## Historique
Les premiers membres de Star Rider, Chainsaw Charly, Killer Kim et Läther Deth, se rencontrent à Lyon en décembre 2021, lors du Mo(r)moros Death festival au Rock'n'Eat, salle de concert rock lyonnaise réputée. Après le bref passage de Victoria à la basse et de Nick Crash à la batterie, l'effectif est rapidement complété par Duncan à la batterie, et Alex Renegade à la basse.
En juillet 2022, le groupe enregistre son premier EP au Noise Maker Studio à Lyon. Le logo du groupe et la pochette de l'EP sont créés par Tristan Diaz.
Star Rider se produit pour la première fois en concert le 5 novembre 2022 au Rock'n'Eat à Lyon. 
Leur EP, présentant quatre compositions originales du groupe, sort le même jour : il est salué par la critique, et sold out en 9 jours seulement. Star Rider est repéré par le label Steel Shark Records avec lequel il signe pour le repressage et la distribution du CD,.    
Leur premier single, Burning Star, est diffusé sur la radio rock indépendante Rock en folie le 10 novembre 2022.    
Star Rider commence rapidement à tourner dans les festivals. En janvier 2023, Lizzy Kicks rejoint le groupe à la batterie.     
Star Rider ouvre le festival Anthems of Steel V à Chauvigny et y partage la scène avec leurs idoles d'Enforcer qui le clôturent. Le groupe joue quelques mois plus tard en ouverture de Sortilège au Jas'Rod à Marseille et sa première scène à l'étranger avec Löanshark et Alacran à Barcelone.    
Le groupe indépendant sort son premier album, très attendu, Outta Time, le 11 octobre 2024, jouant la release party à l'occasion du Rising Festival de Dijon. L'album est enregistré et mixé par Alex dans le Vercors.  La pochette est dessinée par l'artiste David Berbel. Le single Rock Muscle est diffusé en avant-première, suivi du titre Angle Mort chanté en français avec en invité le groupe Animalize. Il contient également de très bonnes chansons comme Resistance, Deal Breaker ou la chanson-titre. L'album est salué par la critique et le single est cité par le magazine Rolling Stone dans sa playlist.    
Star Rider impose son nom sur la scène Heavy Metal française en seulement deux ans et enchaîne les dates de concert.    

## Membres

### Membres actuels
- Killer Kim, chant
- Chainsaw Charly, guitare
- Läther Deth, guitare lead
- Alex Renegade, basse
- Lizzy Kicks, batterie

### Anciens membres
- Duncan : batterie (2022)

## Live

### 2022
Star Rider se produit pour la première fois en concert le 5 novembre 2022, au Rock'n'Eat à Lyon.

### 2023
Star Rider enchaîne les festivals et se produit sur les scènes de Grenoble, Nîmes et Lyon, au festival Anthems of Steel V à Chauvigny (Poitiers),, Rock'n'Eat à Lyon,, Thunder in the East à Pagney (Nancy).
Star Rider joue en première partie de Sortilège à Marseille (Jas'Rod aux Pennes-Mirabeau) et sa première scène à l'étranger à Barcelone.

### 2024/2025
Star Rider enchaîne les concerts et tourne en France à Clermont-Ferrand, Paris, Orléans et Nantes. 
Le 22 mai 2024, le groupe donne un concert à l'Ampérage de Grenoble. 
Le groupe participe aux festivals Court of Chaos de Plozévet (Bretagne) et Rising Fest de Longvic (Dijon) où le groupe effectue la release party de son album Outta Time le 11 octobre 2024.
En avril 2025, le groupe ouvre pour l'ex-chanteur du mythique groupe de heavy metal Iron Maiden, Blaze Bayley pour sa tournée des 25 ans de son premier album Silicon Messiah, lors de 5 concerts en France, au Crossroads à La Rochelle, Chorus à Aubière, Rock'n'Eat à Lyon, Chez Paulette à Nancy et Le Stock à Mennecy. Ils jouent des chansons comme Outta Time, Deal Breaker, Angle Mort, Resistance ou Rock Muscle.

## Discographie
- 2022 : Star Rider (EP ; 05/11/2022)
- 2024 : Outta Time (11/10/2024)